# Do Da Dancin'!
『Do Da Dancin'!』（ドゥ ダ ダンシン）は、槇村さとるによる日本の漫画作品。『ヤングユー』および『YOUNG YOU COLORS（ヤングユー増刊）』（集英社）にて2000年5月から2004年9月まで連載された。単行本は全9巻。文庫版は全6巻。
続編「ドゥ ダ ダンシン! ヴェネチア国際編」は『オフィスユー』（創美社）で連載された。単行本は全13巻。

## あらすじ
小さなバレエ教室で幼い頃からバレエを習っていた鯛子。だが、14歳の時、コンクール寸前に母親が交通事故で急逝して以来、本気のバレエから遠ざかっていた。
そんなある日、鯛子は、公演『ジゼル』のために合流した有名なバレエダンサー・三上と出逢う。それをきっかけに再びバレエへの情熱を呼び戻した鯛子は、コンクールなどで様々な人物と出会い、成長していく。

## 主な登場人物

### バレエ関係者
桜庭鯛子（さくらば たいこ）
主人公。第1巻時点で22歳。商店街の魚屋「魚正」の娘。4歳からクラシックバレエを始め、プロを志したのは6歳。しかしローザンヌに挑戦する直前に母を亡くして以来、バレエに本気で取り組むことができなくなっていた。
客演に三上朗と倉田真理を迎えての『ジゼル』でミルタを演じきり、その後、復帰後も体調を崩しがちな桐生綾子のアンダー（代役）として、三上を客演に迎えた『白鳥の湖』のオディールを演じきった。
当初バレエ教室の幼児クラスの先生もやっていたが、稲葉のバレエ団を退団後、大人のクラスも担当するようになる。
三上によって谷川と知り合い、谷川の教室で全日本コンクールに出場。金賞を勝ち取り、ヴェネチア国際コンクールの出場権を得るも、突如谷川から「もう教える事はない」と言われ、教室を出る羽目に。稲葉の知人で、リヨンのバレエ団を率いる鳴海にも目をかけられ、「ヴェネチアで金を獲ったら、プリマとして踊る」約束をした。
陰になり日向になり手を貸してくれる三上に惹かれてゆき、現在は恋人関係。しかし、ダンサーとしての彼に憧れ続けている。ヴェネチア国際編では『白鳥の湖』のアダージオで人間味のある白鳥を見せ、金のライオン賞を受賞。授賞式にて、サプライズとして三上からエンゲージリングを贈られる。
三上 朗（みかみ あきら）
世界的に有名なバレエダンサー。第1巻時点で28歳。気さくな人柄で自分の中に芯を持っている。稲葉が率いるバレエ団の公演『ジゼル』の客演として呼ばれ、ある日心を落ち着かせるためにレッスン室でぐるぐる歩いていたところを鯛子に見つかる。以来、鯛子と交友関係を持ち、黒地に白ぶちのメス猫を拾った際は「鉄子」と名づけて鯛子に預けている。『ジゼル』以降は世界各地のバレエ団に呼ばれ、踊る日々。ミルタを演じきった鯛子に惹かれており、彼女にいろいろな提案をする。
過去に愛した人がいたが、脳梗塞で急逝したため、「なんで気づいてやれなかった」と悔やんでいる。また、パートナーとして共演中だった真理が足を壊した一件で無気力になり、心の整理のため舞台をすべてキャンセルし、行方をくらまして山小屋に住む少年・玄の一家としばらく暮らす。そんなある日、玄の父らと雪山登山をするが、下山中に滑落し死に掛けた際、鯛子を思い出して何とか生き延びる。その後、リハビリ目的で鳴海のバレエ団にいたところ、入団テストを受けに来た鯛子に遭遇。そして稲葉のバレエ団が開催した、真理と共同の復帰公演である『ドン・キホーテ』で鯛子と初めてパートナーを組んだ。
その後も各地で客演するが、ブリュッセルで『ボレロ』を踊った時、鯛子に「踊りに深みが加わった」と評される。ヴェネチア国際コンクール中は鯛子の付き人めいたことをしながら彼女を支え、知り合ったバイオリニスト・ニールと交流を深める。さらに日本でバレエダンサーが食べていけないことに疑問を抱いていることを鯛子に明かした。ヴェネチア滞在中、鯛子の追っかけとなった商社マン・鏑木に、度々いいところを妨害され、エンゲージリングを贈るタイミングを逃している。
倉田真理（くらた まり）
英国ロイヤルバレエ団のプリンシパル。三上との共演経験もある。もともとはジュニアで都大会優勝の技量を持つ体操選手だった。また、ジュニア期のローザンヌコンクールでは稲葉の教室にいた鯛子をライバルとして見ており、一時は精神的に壊れた鯛子が復活し、ローザンヌの同期が皆消えてしまった中で同じレベルまで上がってきたことを喜んでいる。
膝靭帯を故障後1年に及ぶ長いリハビリを経て、稲葉のバレエ団に所属。当初はロングヘアだったが、リハビリ後はショートヘアに。
全日本コンクール後、鯛子とダブルキャストで『ドン・キホーテ』のヒロイン・キトリとジプシーの女を演ることに。ヴェネチア国際コンクールではイタリア人のアントニオとペアを組み、銀のライオン賞を受賞。
桐生綾子（きりゅう あやこ）
鯛子が所属するバレエ団の看板プリマ。自分に歪んだ愛情を向ける母親によって「自分の価値は踊れること」という考えを植え付けられ、摂食障害になっていた。アンダーとして関わった鯛子がきっかけとなり母親と縁を切った後、鯛子や三上と友人関係を築くと共に、自立のためスイスのバレエ学校へ留学する。
『ヴェネチア国際編』でバーゼルバレエ団のプリンシパルとして凱旋、『白鳥の湖』を踊る。
市川容子（いちかわ ようこ）
フリーで活動するダンサー。家計を支えるためアルバイトもしている。さっぱりした性格で、大阪生まれのため関西弁で喋る。札幌シティハーモニーバレエ団の公演『白鳥の湖』のオーディション合格者。同じ役になったことから鯛子と知り合う。どんな風に踊るか「プラン」を練るのが癖。『白鳥の湖』の後、鯛子によって引き合わされた三上の提案に乗って、鯛子・三上・ケンとユニットを組んでショーをやった。母を癌で亡くし、自身も乳癌に侵されているが、生き抜くことを決意。
鯛子の全日本コンクールに合わせて駆けつけるが、祝勝会まで誤魔化すよう鯛子の父に頼み、ケンと共に双子を抱いて登場。鯛子らを驚かせる。
佐伯さやか（さえき さやか）
初登場の第4巻時点で18歳。札幌シティハーモニーバレエ団のホープ。コンクールで金賞を獲った経験もある。まじめで優しい性格だが、母親が過保護なせいで、精神的に不安定。が、鯛子たちと出会ったことで変化を見せる。
金城ケン（かねしろ ケン）
沖縄出身で、日本人とアフリカ系アメリカ人のクォーターのダンサー。世界的に有名なジャズダンスの振付師ニキの日本での助手でもある。ニューヨークで乳癌の治療をすると決めた容子と籍を入れ、互いを支えあう。
榊 龍一（さかき りゅういち）
世界的に有名なバレエダンサー。通称「龍一王子」。三上とはやや馬が合わない。鯛子とCMで共演してから、鯛子に興味を持つ。その後、谷川の指示を受け、鯛子のパートナーとして全日本コンクールに出場する。
三上とのダブルキャストで上演された『ドン・キホーテ』でキトリを演じきった鯛子に、半年後の『椿姫』の客演を直接頼み込んだ（その後、マネージャー同士が打ち合わせ、確定）。
今野静香（こんの しずか）
谷川の教室の住み込み内弟子。王とパートナーを組み全日本コンクールに出場、3位を獲得している。
実家は医師を多く輩出してきたらしいが、本人にその方面の才能とその気がなかったため、母親から「がっかりさせられた」と言われたことがあり、他人の期待を裏切らぬよう心を閉ざすように生きてきた。
精神的なストレスにより、腹痛になる事がしばしばある。
コンクール後は、一旦実家に戻ったあとレニングラードへ留学し、バレエ教師を目指して勉強中。
王 烈（ウォン リエ）
静香の全日本コンクールのパートナーとして谷川の教室に合流したダンサー。日本と台湾のハーフ。台北の親類に聴覚障害を持つ妹を預けている。ストリートで踊っている最中に通りかかった鯛子と出逢ったが再会時は忘れていた。バイトをしながら教室に通う。
コンクール中は静香のパートナーとして踊り、プロフェッショナル賞を受賞するも、再審査では鯛子の意思を受け、パートナーとして『白鳥の湖』のアダージオを踊る。
その後、鳴海の策に乗り、鳴海のバレエ団に入団したためヴェネチア国際への出場をキャンセル。
小泉レナ（こいずみ レナ）
全日本コンクールでの鯛子のライバル。パートナーは兄・ルイ。常に身体の中心で音楽を感じながら踊るため、「天才」「音楽的なダンサー」と評されるが、実は、世界的なコンダクターだった父親を病で亡くしたショックで聴力を失っており、常に補聴器を必要とする。そのせいで母親らに甘やかされてきた一面もあるが、再審査の際に補聴器を外して踊り、現在の実力を確認する。
その後は家族から離れてバレエ留学、聴覚障害であることをあえて武器にし、パリでのデビューが決まった。
ミハイル・ユージン
ロシア人の有名なバレエダンサー。稲葉が鳴海と見に行く予定でチケットを取っていた「白鳥の湖」のジークフリート王子。現在はパリに住んでいる。三上や榊とも知り合い。
鳴海の勧めで、鯛子のキトリを見に来ており、鯛子の踊りを気に入って、急に空いてしまったヴェネチア国際のパートナーに名乗りを上げる。
アンヌ・ピレッタ
プリマ。稲葉と鳴海が見に行く予定だった「白鳥の湖」の主役。三上をして「彼女の白鳥は絶品」と言わしめる技量を誇る。
デビュー直後の新人の頃に、飛ぶ鳥を落とす勢いだったミハイルのパートナーに選ばれた経緯があり、彼のパートナーたりえるのは自分だけだと言い切る。しかし、本当に技量を持つダンサーは認めており、鯛子が一時的にミハイルのパートナーになることを許した。
オーレリア・アレン
鯛子のヴェネチア国際コンクールでのライバルの一人。19歳という若さでオペラ座のエトワールとなった実力者。貴族であるアレン家の娘だが、実は幼少期に施設から引き取られた養女で、同じ施設からはもう一人、兄となるリシャールが引き取られている。バレエの才能を認められてからはいじめに遭い続け、孤立していたため友人もいなかったが、「自分の知らない風景を見てきた」鯛子のまっすぐさに憧れて心を開き、友人となる。猫のズズを飼っている。
2年前に1型糖尿病を発症、踊ることも難しい状態だったが、主催者側との契約で女子の優勝者となる予定だった。しかし、演技中に体力の限界を感じ、受賞を辞した。
稲葉冴子（いなば さえこ）
鯛子が長年通っているバレエ教室の先生。バレエ団を主宰しており、三上もかつては彼女のバレエ団にいた。家庭的なあたたかさを持つ。パトロネスの龍、ホープだった鯛子、プリマの綾子を次々失い、1度は解散の危機に陥ったが経営方針を転換してなんとか盛り返した。
三上から鯛子が谷川の教室を追い出され、先生と踊れる場所を探していると聞き、かつての償いも込め、『ドン・キホーテ』の客演を頼む。『ドン・キ』初演後、榊が鯛子に直接『椿姫』の交渉をしたのに便乗して、クリスマスの『くるみ割り人形』の客演を頼んだ。
谷川愛子（たにかわ あいこ）
三上が師事するバレエ教師で、鯛子にバレリーナとしてやり直すなら「ヴェネチア国際コンクール」に出場するよう勧め、指導にあたる。実は榊の母親。稲葉とは対照的な人物で、不器用なため思いを相手にうまく伝えられない。
鳴海一成（なるみ いっせい）
リヨンでバレエ団を率いる男性。谷川とは現役時代にパートナーを組んでいた。全日本コンクールの審査員の一人で、出場した鯛子に目をかけ、陰ながら見守り、時にはやや強引な手段で成長を促す。
龍 多香子（りゅう たかこ）
女優で、公にはしていないが桐生綾子の母親。稲葉のバレエ団の理事で有力なパトロネスでもある。娘にはゆがんだ愛情を注ぎ、桐生を思っての暴挙に及んだ鯛子に「バレエ団への援助を続けて欲しければ、誰にも言わず退団しなさい」と脅迫する。
マイク大西（マイク おおにし）
主に格闘選手を見ている、三上のトレーナー。後に鯛子も担当する。もともと空手をやっていて、そこから整体や骨接ぎ、ボディメイクへ興味を持ったという。三上曰く「筋肉オタク」。
金田（かねだ）
一旦フリーになった三上が所属することになったダイヤモンド・プロダクションのやり手マネージャー。通称“金ちゃん"。バレエに関しては素人らしいが、ポイントを的確に掴んでとりまとめていく。鯛子も担当することに。

### 鯛子の周囲の人物
桜庭寅男（さくらば とらお）
魚屋「魚正」を営む鯛子の父。仕事中はつるつるの頭にねじり鉢巻、黒いビニールエプロンがデフォルトの服装。鯛子がバレエを続けているのを見守っている。三上が鯛子に会いに訪れると容赦なく売り子に使う。
ある事件から放心した鯛子が交通事故に遭いかけた後、三上から連絡を受け、帰宅した鯛子を叱りつけるなど、家族想い。
桜庭喜美子（さくらば きみこ）
春樹・鯛子の母親。故人。裕福な実家を飛び出し、寅男と結婚する。15歳までバレエをやっていて、「踊りたい」と言った4歳の鯛子を応援していたが、鯛子のコンクール直前に交通事故死する。
バレエ教室に行くことになった鯛子の送り迎えをどうするのかという夫の怒鳴り半分の問いかけに「私が行きます」と言い放ち、自動車免許を取得するなど、頑固な一面があったらしい。
桜庭春樹（さくらば はるき）
鯛子の兄。鯛子に甘い。魚屋を継ぐべく修行中。
桜庭亜希（さくらば あき）
春樹の妻。旧姓：吉田。当初は同棲関係だったが、『ヴェネチア国際編』で結婚。作者の過去作『お天気予報』の主人公。ヴェネチア国際編最終話で出産のため病院へ駆け込む。
大野勝利（おおの かつとし）
通称カッチ。春樹の幼なじみで証券会社勤務。度々桜庭家へ顔を出している。
美保（みほ）
鯛子の友人で、勝利とともに桜庭家へやってくることが多い。結婚にフォーカスを合わせ、恋に生きる女。
亜美（あみ）
王と度々鯛子らを訪れる。ハイテンションな女性。バレエに関しては素人だが、初見でピアノが弾ける。

## 他作との関連
- 春樹の彼女として、「お天気予報」の主人公・吉田亜希が登場する。春樹はそちらで先に登場。

## 書誌情報
ヤングユーコミックス 刊（集英社）
1. 2001年1月24日、ISBN 4-08-864534-0
2. 2001年5月23日、ISBN 4-08-864549-9
3. 2001年9月24日、ISBN 4-08-864556-1
4. 2002年3月24日、ISBN 4-08-864571-5
5. 2002年7月24日、ISBN 4-08-864577-4
6. 2003年1月24日、ISBN 4-08-864586-3
7. 2003年8月24日、ISBN 4-08-864597-9
8. 2004年5月24日、ISBN 4-08-864606-1
9. 2005年5月24日、ISBN 4-08-864615-0

文庫版
1. 2008年6月18日、ISBN 978-4-08-618750-3
2. 2008年6月18日、ISBN 978-4-08-618751-0
3. 2008年8月8日、ISBN 978-4-08-618752-7
4. 2008年8月8日、ISBN 978-4-08-618753-4
5. 2008年10月17日、ISBN 978-4-08-618754-1
6. 2008年10月17日、ISBN 978-4-08-618755-8

### 「ドゥ ダ ダンシン! ヴェネチア国際編」
オフィスユーコミックス 刊（創美社）
1. 2007年8月22日、ISBN 978-4-420-15128-3
2. 2007年10月24日、ISBN 978-4-420-15134-4
3. 2008年3月24日、ISBN 978-4-420-15145-0
4. 2008年8月24日、ISBN 978-4-420-15156-6
5. 2009年3月24日、ISBN 978-4-420-15174-0
6. 2009年8月24日、ISBN 978-4-420-15183-2
7. 2010年3月19日、ISBN 978-4-420-15202-0
8. 2010年9月16日、ISBN 978-4-420-15217-4
9. 2011年5月19日、ISBN 978-4-420-15231-0
10. 2011年11月18日、ISBN 978-4-420-15241-9
11. 2012年6月19日、ISBN 978-4-420-15252-5
12. 2012年12月30日、ISBN 978-4-420-15263-1
13. 2013年8月23日、ISBN 978-4-420-15276-1